# جاكوب سفيتوسلاف
جاكوب سفيتوسلاف (بالبلغارية: Яков Светослав)‏ هو عسكري بلغاري، ولد في القرن الثالث عشر، وتوفي في عقد 1270.